# Prolaktoliberyna
Prolaktoliberyna, PRH – hormon wydzielany przez podwzgórze. Stymuluje przysadkę do wydzielania prolaktyny (PRL). Jej funkcje pełni też tyreoliberyna.